# ʻĀhuimanu
ʻĀhuimanu – census-designated place (CDP) na wyspie Oʻahu, w hrabstwie Honolulu, na Hawajach, w Stanach Zjednoczonych. Według szacunków United States Census Bureau w roku 2010 CDP miało 8 506 mieszkańców, którzy tworzyli 2 591 gospodarstw domowych i 2 204 rodzin.

## Geografia
Według United States Census Bureau census-designated place obejmuje powierzchnię 2,7 mil2 (7 km²).

## Demografia
Według spisu z roku 2000, CDP zamieszkiwało 8 506 osób. Średni roczny dochód dla gospodarstwa domowego wynosił 71 732 $ a średni roczny dochód dla rodziny to 74 788 $. Średni roczny dochód na osobę wynosił 25 381 $ (47 910 $ dla mężczyzn i 37 929 $ dla kobiet). 2,8% rodzin i 3,9% mieszkańców census-designated place żyło poniżej granicy ubóstwa, z czego 3,8% to osoby poniżej 18 lat a 1,4% to osoby powyżej 65 roku życia.